# Bose Corporation

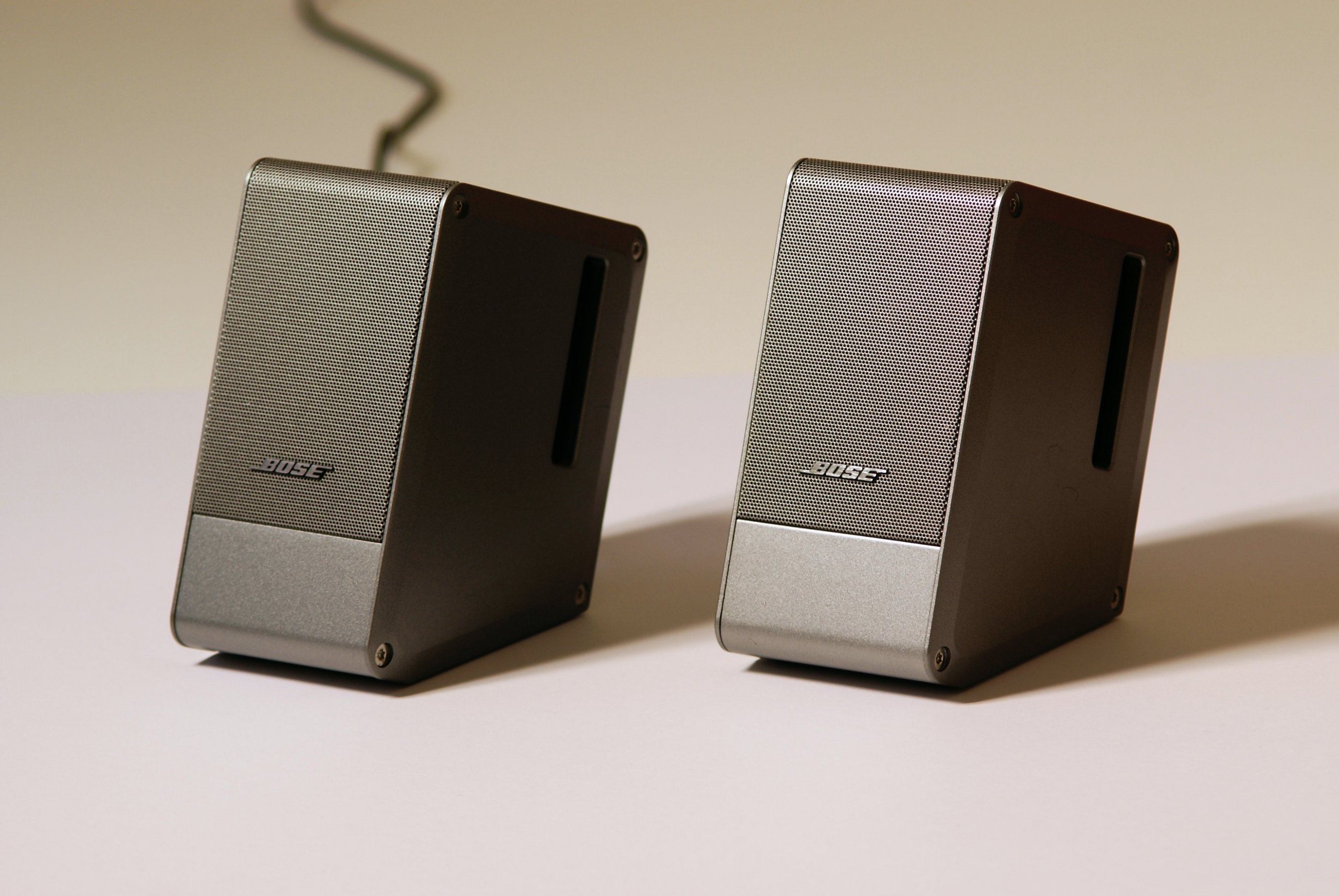
Głośniki komputerowe firmy Bose Corporation

Bose Corporation – amerykańskie przedsiębiorstwo z siedzibą we Framingham, w stanie Massachusetts, założone przez Amara Bose'a specjalizujące się w produkcji profesjonalnego sprzętu audio. Bose Corporation znane jest z tego, iż 100% dochodów przeznaczane jest na dalszy rozwój oraz inwestycje. Produkty Bose'a można znaleźć na stadionach olimpijskich, w teatrach na Broadwayu, Kaplicy Sykstyńskiej, a nawet w wahadłowcu kosmicznym. Bose posiada 5 zakładów produkcyjnych oraz 151 punktów sprzedaży (październik 2006).
W 2006 Bose został sklasyfikowany na drugim miejscu za Sony względem sprzedaży detalicznej w sektorze domowych urządzeń audio.

## Automotive Suspension System
Bose posiada własne laboratoria badawcze. W nich między innymi został opracowany innowacyjny system zawieszenia samochodowego. Został on ujawniony w 2004 roku po ponad 20 latach badań. System ten używa elektromagnesów zamiast układów hydraulicznych, które są stosowane powszechnie obecnie. W skład urządzenia wchodzi liniowy silnik elektryczny, który podnosi lub obniża koła samochodu w odpowiedzi na nierówności nawierzchni. Koła są podnoszone przy przejeżdżaniu przez wybój oraz opuszczane w przypadku dziury w przeciągu milisekund, utrzymując równy poziom karoserii pojazdu. System ten wykorzystuje technologię redukcji szumów, opracowaną przez Bose'a. Nierówności jezdni są wykrywane i traktowane jak szum otoczenia. Na ich podstawie system generuje falę odwrotną, która przesłana zostaje do zawieszenia poprzez siłowniki elektryczne. Producent zakłada, że system będzie dostępny komercyjnie w luksusowych pojazdach w roku 2009. Pomimo prawie 30 lat rozwoju oraz wydanych 100 milionów dolarów system jest ciągle drogi oraz ciężki.